# Crimes d'honneur à Baba Kot du 14 juillet 2008
Le 14 juillet 2008 eut lieu l'exécution à la pelleteuse de cinq femmes à Baba Kot, un village pakistanais dans la province du Baloutchistan.
Cette exécution est issue d'un jugement d'une jirga, un tribunal traditionnel, condamnant trois sœurs qui voulaient choisir leur propre mari, enfreignant ainsi la tradition locale. Leur mère et leur tante sont également exécutées pour les avoir aidées. Cette exécution a fait vivement réagir l'opinion publique pakistanaise et mis sur le devant de la scène le problème des crimes d'honneur dans ce pays.

## Faits
Le 13 juillet 2008, trois sœurs de la tribu des Umrani, accompagnées de leur mère et de leur tante, prennent le taxi pour Usta Muhammad, afin d'épouser au tribunal civil les hommes qu'elles ont choisis. Elles prennent cette décision après plusieurs jours de discussion avec les hommes de la tribu, qui refusent de donner leur accord à ces mariages. Des hommes de Baba Kot les rattrapent et les ramènent de force à leur village, sous la menace d’armes, dans une voiture officielle du gouvernement provincial du Balouchistan.
Elles sont immédiatement jugées par une jirga, assemblée de notables, car elles ont contrevenu à la tradition tribale qui veut que les femmes ne décident pas de leur avenir conjugal. Elles sont condamnées à mort par ce tribunal traditionnel. La sentence, voulue particulièrement exemplaire est exécutée le lendemain, dans le désert proche. Une pelleteuse ou un tractopelle est utilisée pour creuser une fosse. Les condamnées sont ensuite alignées le long de celle-ci, et frappées à l'aide de clubs de golf. La pelle mécanique s'abat sur elles, afin de les tuer. Un peloton d'exécution leur tire ensuite dessus pour les achever. Elles sont ensuite poussées dans la fosse et enterrées à l'aide de la pelleteuse. Des témoins rapportent qu'elles étaient encore vivantes à ce moment-là.
Il semble qu’elles aient été mal ensevelies, des animaux ayant été vus mangeant une jeune fille à proximité, poussant les fossoyeurs à améliorer leur inhumation.

## Enquête de la presse et soutien des organisations des droits de l’homme
Cette exécution est tout d’abord passée inaperçue. La révélation est faite par le journal Jang, le 24 juillet, ce qui entraîne des menaces de mort envers son correspondant local, auteur de l'article. La police locale refuse d'enquêter, et le ministre commence par nier, puis minimiser les faits. Le journal anglophone The News International, d'Islamabad, prend le relais, et Rauf Klasra est envoyé pour enquêter. Il relève l'implication d'Abdul Sattar Umrani, frère de Sadiq Umrani, ministre du logement de la province, appartenant au PPP de Benazir Bhutto. Abdul Sattar Umrani est déjà impliqué dans un « crime d’horreur » semblable datant de 2006, pour lequel l’enquête n’a pu être ouverte que sur intervention de la Cour suprême.

## Conséquences
Ces articles entraînent l'ouverture le 29 août un débat au Parlement pakistanais, la sénatrice Bibi Yasmin Shah, soutenue par trois de ses collègues masculins, interpellant le gouvernement. Un juriste nationaliste baloutche, Mir Israr Ullah Zehri, proclame qu’il défendrait « une tradition pluriséculaire » « qui ne doit pas être considérée négativement » et protège la société contre l’immoralité. La retransmission à la télévision cause alors un scandale national : le Sénat pakistanais et l'assemblée provinciale du Sind votent des résolutions condamnant ces exécutions, scandale qui permet également le début d’une interrogation nationale sur les droits des femmes. Le gouvernement ordonne alors une enquête, mais qui traîne en pleine période électorale. La procédure antiterroriste ATA est utilisée contre les suspects.
Les organismes internationaux de défense des droits de l’homme mènent une campagne, à partir de la fin du mois d'août,, pour que la justice punisse les responsables de ce crime. Au Pakistan, la loi punit de mort les crimes d’honneur depuis 2004, mais n'est jamais appliquée. La commission nationale du statut des femmes et le conseil de l’idéologie islamique ont condamné cette exécution.
Un an plus tard, le World Sindhi Congress, ONG de défense des droits de l'homme, constate que ce massacre n’a pas renversé le rapport de forces en faveur des défenseurs des droits des femmes ou contre la justice traditionnelle rendue par les jirgas :
- Mir Israr Ullah Zehri a été nommé ministre en 2008 ;
- lors du même remaniement ministériel, Hazar Khan Bijarani, condamné en 2005 par la Cour suprême pour avoir organisé une jirga, a été nommé ministre de l’Éducation nationale ;
- et le gouvernement du Sind comprend trois ministres impliqués dans des jirgas similaires.

En 2017, la justice pakistanaise affirme vouloir se saisir de ces crimes.